# Defensive end

Posizione dei defensive end alle estremità dello schieramento dei defensive lineman

Il defensive end (abbreviato DE) è un ruolo del football americano, posizionato all'estremità della defensive line (linea di difesa). Ci sono due defensive end in campo: uno a sinistra (left end) e uno a destra (right end) e uno o due defensive tackle, a seconda che si tratti di una difesa 4-3 o di una 3-4.
I suoi compiti principali sono nella pass rush cercare di penetrare nella tasca ai lati del quarterback e di chiudere gli spazi per le lunghe corse laterali (sweep).
I giocatori in questi ruoli hanno caratteristiche fisiche simili a quelle dei tight end, sono tra gli uomini più grossi e veloci, solitamente i più aggressivi tra questi diventano defensive end, mentre quelli con le mani migliori tight end.